# Форт Бриџер (Вајоминг)
Форт Бриџер (енгл. Fort Bridger) насељено је место без административног статуса у америчкој савезној држави Вајоминг.

## Демографија
По попису из 2010. године број становника је 345, што је 55 (-13,8%) становника мање него 2000. године.
| Група             | 2000.       | 2010.       |
| Белци             | 379 (94,8%) | 314 (91,0%) |
| Афроамериканци    | 0 (0,0%)    | 1 (0,3%)    |
| Азијати           | 0 (0,0%)    | 1 (0,3%)    |
| Хиспаноамериканци | 11 (2,8%)   | 8 (2,3%)    |
| Укупно            | 400         | 345         |